# ガル準男爵
ガル準男爵（英: Gull Baronet）は、イギリスの準男爵位。英国王室の侍医ウィリアム・ガルが1872年に叙位されたことに始まる。

## 歴史

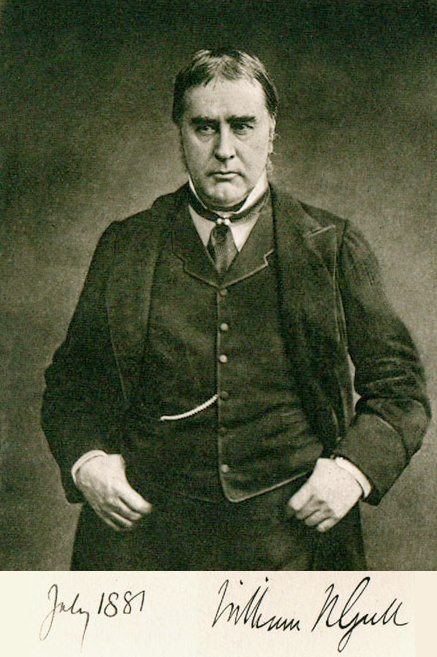
初代準男爵ウィリアム・ガル

医師ウィリアム・ガル(1816年 - 1890年)は、1871年の冬に重病を患ったプリンス・オブ・ウェールズ（後の国王エドワード7世）の治療に成功した功績により、準男爵位が授与される運びとなった。ガルは年が明けた1872年2月8日に連合王国準男爵位の「（ミドルセックス州聖ジョージ・ハノーバー・スクエア教区におけるブルック・ストリートの）準男爵(Gull Baronetcy, of Brook Street in the Parish of St George, Hanover Square, in the County of Middlesex)」を授けられている。
その息子の2代準男爵キャメロン(1860年 - 1922年)は自由統一党の政治家で、1895年から1900年にかけてバーンステイプル選挙区選出の庶民院議員を務めている。
以降、直系男子による継承が続いており、2代準男爵の曾孫にあたる5代準男爵ルパート(1954年 -)が準男爵家現当主である。

## ブルック・ストリートのガル準男爵（1872年）
- 初代準男爵サー・ウィリアム・ウィジー・ガル（1816年 - 1890年）
- 第2代準男爵サー・ウィリアム・キャメロン・ガル（英語版）（1860年 - 1922年）
- 第3代準男爵サー・リチャード・キャメロン・ガル（1894年 - 1960年）
- 第4代準男爵サー・マイケル・スウィンナートン・キャメロン・ガル（1919年 - 1989年）
- 第5代準男爵サー・ルパート・ウィリアム・キャメロン・ガル（1954年 - ）